# Utricularia albiflora
Utricularia albiflora este o specie de plante carnivore din genul Utricularia, familia Lentibulariaceae, ordinul Lamiales, descrisă de Robert Brown. Conform Catalogue of Life specia Utricularia albiflora nu are subspecii cunoscute.